# Brigitte Weyl
Ruth Brigitte Weyl (* 12. Juli 1926 in München; † 3. April 2022 in Berg im Kanton Thurgau) war eine deutsche Verlegerin und Zeitungsherausgeberin.

## Leben
Brigitte Weyl war die Tochter des Verlegers Johannes Weyl und der Konzertpianistin Annaliese Nissen. Sie studierte Medizin an der Ludwig-Maximilians-Universität München und wurde 1951 mit der Dissertation Versuch einer psychopathologischen Analyse der L(yserg) S(äure) D(iaethylamid)-Wirkung zum Dr. med. promoviert. Anschließend war sie in verschiedenen Kliniken in Deutschland, Frankreich und Österreich tätig.
Nach einer Volontariat-Assistentenstelle in Paris absolvierte sie 1955 ein Volontariat bei der Wiener Tageszeitung Die Presse und war seit 1959 beim Südkurier in Konstanz tätig; ihr Vater Johannes Weyl war 1945 Gründungsverleger des Südkuriers. Von 1970 bis 1989 war sie Gesellschafterin und Geschäftsführerin des Verlagshauses; unter ihrer Führung wurde die Zeitung maßgeblich im Südwesten Deutschlands mit 15 Lokalausgaben ausgebaut. 1980 wurde die Mehrheit an die Stuttgarter Verlagsgruppe Holtzbrinck veräußert. Sie führte weiterhin als eigenständige Unternehmerin den Südverlag und den UVK (Universitätsverlag Konstanz) mit Sitz in Konstanz.
Weyl gehörte von 1986 bis 1996 dem Präsidium der Universitätsgesellschaft Konstanz e. V. an und war deren Ehrenpräsidentin. Sie gehörte dem Unterstützerkreis der 1966 gegründeten Universität Konstanz an und wurde für ihr Engagement zur Ehrensenatorin ausgezeichnet. Für ihr Wirken für die deutsch-französische Freundschaft und die Deutsch-Französische Gesellschaft Konstanz e.V., deren Vizepräsidentin sie von 1973 bis 1981 war, wurde sie 1982 mit dem Offizierskreuz des französischen Verdienstorden Ordre national du Mérite geehrt. Sie war engagiert im Deutschen Presserat und Aufsichtsratsmitglied der Deutschen Presseagentur (dpa), zudem Mitglied in der Deutschen UNESCO-Kommission (DUK). Sie wurde 1984 für ihr Engagement mit dem Verdienstorden der Bundesrepublik Deutschland (Verdienstkreuz 1. Klasse) geehrt. 2008 folgte die Auszeichnung mit dem Verdienstorden des Landes Baden-Württemberg.
Brigitte Weyl starb im April 2022 im Alter von 95 Jahren in ihrem Haus in Berg im Kanton Thurgau.